# Socialistische Partij van Chili
De Socialistische Partij van Chili (Spaans: Partido Socialista de Chile, PSC) is een sociaaldemocratische politieke partij in Chili.
De partij werd opgericht in 1933 als samenvoeging van een aantal kleine partijen. Salvador Allende was medeoprichter van deze partij en namens deze presidentskandidaat in 1952, 1958, 1964, hij slaagde er niet in om die te winnen. In 1970 voerde Allende het Volksfront aan, een coalitie van de PSC met een aantal andere linkse partijen en won dit keer wel de verkiezingen. Allende regeerde tot 1973, toen hij in een staatsgreep werd afgezet door Augusto Pinochet, die de partij verbood.
Na de terugkeer van de democratie in 1990 werd de partij heropgericht, met een gematigder karakter dan haar voorganger.
Bij de parlementsverkiezingen van 2005 kreeg de partij 653.692 stemmen (10,02%, 15 zetels). Bij de presidentsverkiezingen van 2006 won Michelle Bachelet, de kandidaat van deze partij, 3.723.019 stemmen (53,49%). De partij is lid van de Socialistische Internationale. De algemeen secretaris van de partij is Ricardo Núñez. De voorzitter van de partij is Camilo Escalona. De jongerenorganisatie gelieerd aan de partij is Juventud Socialista de Chile.

## Verkiezingsuitslagen
| Jaar | Aantal afgevaardigden (totaal aantal zetels tussen haakjes) | Aantal senatoren (totaal aantal zetels tussen haakjes) |
| ---- | ----------------------------------------------------------- | ------------------------------------------------------ |
| 1932 | 1 (142)                                                     | 0 (45)                                                 |
| 1937 | 19 (146)                                                    | 4 (45)                                                 |
| 1941 | 17 (147)                                                    | 5 (45)                                                 |
| 1945 | 6 (147)                                                     | 2 (45)                                                 |
| 1949 | 5 (147)                                                     | 2 (45)                                                 |
| 1953 | 9 (147)                                                     | 1 (45)                                                 |
| 1957 | 7 (147)                                                     | 2 (45)                                                 |
| 1961 | 12 (147)                                                    | 7 (45)                                                 |
| 1965 | 15 (147)                                                    | 3 (45)                                                 |
| 1969 | 15 (150)                                                    | 3 (50)                                                 |
| 1973 | 28 (150)                                                    | 7 (50)                                                 |
| 1993 | 15 (120)                                                    | 5 (38)                                                 |
| 1997 | 11 (120)                                                    | 4 (38)                                                 |
| 2001 | 10 (120)                                                    | 5 (38)                                                 |
| 2005 | 15 (120)                                                    | 8 (38)                                                 |
| 2009 | 11 (120)                                                    | 5 (38)                                                 |
| 2013 | 17 (120)                                                    | 6 (38)                                                 |